# Els quatre genets de l'apocalipsi (novel·la)
Els quatre genets de l'apocalipsi és una novel·la de Vicent Blasco Ibáñez publicada el 1916. És la novel·la més reconeguda i popular de l'autor.
De temàtica bèl·lica, està situada a la Primer guerra mundial. En aquesta novel·la tractà l'autor d'allunyar-se del realisme localista i tractar temes universals. És una novel·la de propaganda a favor dels aliats durant la Gran guerra.
Andrés González-Blanco considera que els quatre primers capítols són els millors de la novel·la, on es mostra el seu estupor davant la Gran guerra. Mostra un París on l'optimisme d'abans de la guerra xoca amb el terror que viuen els banquers, artistes i universitaris.
Fou escrita a París entre el 1914 i el 1916. Contrasta amb la novel·la anterior Entre naranjos, carregada de missatge germanòfil a nivell cultural. La càrrega propagandística contra la nació alemanya tingué un efecte negatiu contra la novel·la en l'àmbit d'influència germànic.
El 1918 fou traduïda a l'anglès. Va ser popular a França, Itàlia, al territori italià per la traducció feta per Ida Mango (I Quatro Cavallieri del l'Appocalipsi) i a Amèrica del Nord a causa de la traducció feta per Charlote Breuster Jordon (The four Horsemen of the Apocalypse), que arribà a tindre 64 edicions. I fou la base per a dos pel·lícules. El dramaturg Enrique Ramball va representar l'obra en forma d'obra teatral.
La novel·la ha estat traduïda per primera vegada al català per Manel Chaqués i editada per la Companyia Austrohongaresa de Vapors.